# Alexandre Font i Pla
Alexandre Font i Pla (Barcelona, 1876 — Barcelona, 1949) va ser un escriptor català.
Va conrear la novel·la i la narrativa de caràcter costumista. Entre les seves obres hi trobem: L'oncle Magí (1910), L'Andreuet (1920), Embruix, Tres narracions (Premi Concepció Rabell 1932) i la col·lecció d'articles Prosa lleugera (1912). També va escriure a publicacions com Torrent (1900-02) i Cu-cut! (1902-13).

## Obra
- Per un mosquit! (monòleg) (1903)
- De la borsa a la plaça de Catalunya (1903)
- Pàgines festives (1907)
- Prosa lleugera: aplec d'articles festius (1912)
- Barcelona típica (col·lecció d'articles) (1914)
- Gent del barri (1917)
- El cas del Jaume Salou (1923)
- El niu del cucut (1924)
- La tia Munda (1925)
- De l'última collita (1927)
- Tres narracions (1930)
- Embruix (1935)